# Perungan Pojat 2017-2018
Questa voce raccoglie le informazioni riguardanti il Perungan Pojat nelle competizioni ufficiali della stagione 2017-2018.

## Organigramma societario
Area direttiva
- Presidente: Oiva Tapio

Area tecnica
- Allenatore: Henri Tuomi

## Rosa
| N° | Nome               | Ruolo | Data di nascita  | Nazionalità sportiva |
| -- | ------------------ | ----- | ---------------- | -------------------- |
| 1  | Joel Juurinen      | P     | 21 dicembre 1993 | Finlandia            |
| 2  | Gabriel Domecus    | S/L   | 28 dicembre 1994 | Stati Uniti          |
| 3  | Robert Walsh       | C     | 27 marzo 1994    | Stati Uniti          |
| 5  | Matias Korhonen    | S     | 24 novembre 1995 | Finlandia            |
| 6  | Jouni Palokangas   | S     | 21 novembre 1986 | Finlandia            |
| 7  | Jyri Niemi         | L     | 22 gennaio 1992  | Finlandia            |
| 8  | Casey Schouten     | O     | 29 marzo 1994    | Canada               |
| 9  | Miikka Lemola      | S     | 17 luglio 1994   | Finlandia            |
| 10 | Jere Mäkinen       | S     | 27 luglio 1999   | Finlandia            |
| 11 | Joshua Mckay       | P     | 14 gennaio 1993  | Canada               |
| 12 | Niko-Matti Koskela | O     | 21 gennaio 1988  | Finlandia            |
| 13 | Tuomas Hautala     | C     | 18 dicembre 1991 | Finlandia            |
| 14 | Daniel Grant       | C     | 14 maggio 1991   | Canada               |
| 15 | Jeremy Davies      | L     | 1º maggio 1994   | Canada               |

## Statistiche

### Statistiche dei giocatori
| Giocatore     | L. Mestaruusliiga | L. Mestaruusliiga | L. Mestaruusliiga | L. Mestaruusliiga | L. Mestaruusliiga | Coppa di Finlandia | Coppa di Finlandia | Coppa di Finlandia | Coppa di Finlandia | Coppa di Finlandia | Coppa CEV | Coppa CEV | Coppa CEV | Coppa CEV | Coppa CEV | Totale | Totale | Totale | Totale | Totale |
| Giocatore     | P                 | PT                | AV                | MV                | BV                | P                  | PT                 | AV                 | MV                 | BV                 | P         | PT        | AV        | MV        | BV        | P      | PT     | AV     | MV     | BV     |
| ------------- | ----------------- | ----------------- | ----------------- | ----------------- | ----------------- | ------------------ | ------------------ | ------------------ | ------------------ | ------------------ | --------- | --------- | --------- | --------- | --------- | ------ | ------ | ------ | ------ | ------ |
| J. Davies     | 19                | 0                 | 0                 | 0                 | 0                 | -                  | -                  | -                  | -                  | -                  | -         | -         | -         | -         | -         | 19     | 0      | 0      | 0      | 0      |
| G. Domecus    | 40                | 150               | 130               | 15                | 5                 | 3                  | 0                  | 0                  | 0                  | 0                  | 2         | 0         | 0         | 0         | 0         | 45     | 150    | 130    | 15     | 5      |
| D. Grant      | 40                | 373               | 258               | 96                | 19                | 2                  | 9                  | 6                  | 2                  | 1                  | 2         | 11        | 8         | 3         | 0         | 44     | 393    | 272    | 101    | 20     |
| T. Hautala    | 23                | 35                | 27                | 7                 | 1                 | 3                  | 13                 | 9                  | 3                  | 1                  | 1         | 3         | 3         | 0         | 0         | 27     | 51     | 39     | 10     | 2      |
| J. Juurinen   | 29                | 8                 | 3                 | 2                 | 3                 | 3                  | 0                  | 0                  | 0                  | 0                  | 0         | 0         | 0         | 0         | 0         | 32     | 8      | 3      | 2      | 3      |
| M. Korhonen   | 15                | 3                 | 0                 | 0                 | 3                 | 3                  | 5                  | 4                  | 0                  | 1                  | 2         | 0         | 0         | 0         | 0         | 20     | 8      | 4      | 0      | 4      |
| N.M. Koskela  | 31                | 82                | 72                | 4                 | 6                 | 3                  | 6                  | 6                  | 0                  | 0                  | 1         | 1         | 1         | 0         | 0         | 35     | 89     | 79     | 4      | 6      |
| M. Lemola     | 38                | 227               | 171               | 27                | 29                | 3                  | 11                 | 11                 | 0                  | 0                  | 2         | 3         | 3         | 0         | 0         | 43     | 241    | 185    | 27     | 29     |
| J. Mäkinen    | 28                | 75                | 63                | 7                 | 5                 | 3                  | 19                 | 14                 | 2                  | 3                  | 2         | 2         | 2         | 0         | 0         | 33     | 96     | 79     | 9      | 8      |
| J. Mckay      | 38                | 114               | 55                | 24                | 35                | 3                  | 11                 | 2                  | 7                  | 2                  | 2         | 5         | 1         | 3         | 1         | 43     | 130    | 58     | 34     | 38     |
| J. Niemi      | 14                | 2                 | 2                 | 0                 | 0                 | -                  | -                  | -                  | -                  | -                  | 0         | 0         | 0         | 0         | 0         | 14     | 2      | 2      | 0      | 0      |
| J. Palokangas | 38                | 350               | 286               | 37                | 27                | 3                  | 45                 | 42                 | 2                  | 1                  | 2         | 14        | 12        | 1         | 1         | 43     | 409    | 340    | 40     | 29     |
| C. Schouten   | 39                | 681               | 575               | 53                | 53                | 2                  | 60                 | 48                 | 6                  | 6                  | 2         | 23        | 20        | 1         | 2         | 43     | 764    | 643    | 60     | 61     |
| R. Walsh      | 40                | 444               | 312               | 92                | 40                | 3                  | 36                 | 23                 | 11                 | 2                  | 2         | 13        | 9         | 4         | 0         | 45     | 493    | 344    | 107    | 42     |

P = presenze; PT = punti totali; AV = attacchi vincenti; MV = muri vincenti; BV = battute vincenti